# Гърбеши
Гърбеши (на сръбски: Грбеши) е село в Босна и Херцеговина, разположено в община Требине, в ентитета на Република Сръбска. Населението му според преброяването през 2013 г. е 10 души, от тях: 10 (100,00 %) сърби.

## Население
Численост на населението според преброяванията през годините:
- 1961 – 155 души
- 1971 – 149 души
- 1981 – 128 души
- 1991 – 70 души
- 2013 – 10 души